# Psi Ursae Majoris
Psi Ursae Majoris is een ster in het sterrenbeeld Grote Beer. De ster is vanuit de Benelux gezien circumpolair, wat betekent dat je hem het hele jaar door kunt zien. De ster staat soms bekend als Tien Tsan, of Tien Tsun.